# Иннес, Эндрю
Эндрю Иннес (англ. Andrew Innes) — лондонский музыкант и ритм-гитарист шотландской рок-группы Primal Scream.

## Биография

### Ранние годы
Во времена учёбы в средней школе в 1978 году Эндрю Иннес был гитаристом панк-рок-группы The Drains из Глазго. Он познакомился с Бобби Гиллеспи и Аланом Макги, когда те присоединились к группе. После распада коллектива Иннес вместе с Макги отправился в Лондон, где они основали группу Laughing Apple и записали три сингла с 1981 по 1982 год.

### Revolving Paint Dream
В 1983 году Алан Макги организовал независимый звукозаписывающий лейбл Creation Records и новую группу Biff Bang Pow!. Эндрю Иннес вместе со своей подругой Кристиной Уэнлесс создал группу Revolving Paint Dream. Они записали два сингла и два альбома в период с 1984 по 1989 год. Эндрю Иннес и Алан Макги продолжали сотрудничество после основания собственных музыкальных коллективов. Все записи группы Revolving Paint Dream выпущены компанией Creation Records.

### Primal Scream
Ещё будучи участником Revolving Paint Dream в 1987 году, Иннес присоединился в качестве второго гитариста к группе Primal Scream, которую основал его давний приятель Бобби Гиллеспи. Эндрю значится участником группы на всех альбомах, начиная с дебютного Sonic Flower Groove. В составе Primal Scream он выступает как гитарист, композитор, продюсер и соавтор текстов.